# Яницький Йосип Кузьмович
Йосип Кузьмович Яницький (нар. 20 жовтня 1939, с. Великі Селища Соснівського (нині Березнівського р-ну Рівненської обл. — 28 лютого 2022) — український співак, бандурист, педагог, заслужений діяч мистецтв України (2005), член Національної Спілки Кобзарів України, м. Київ.

## Життєпис
У 1960 закінчив Рівненське музичне училище (клас викладача А. Ю. Грицая), у 1965 — Львівську консерваторію ім. М. В. Лисенка (клас професора В. Я. Герасименка). З того ж року — викладач, завуч Перемишлянської ДМШ Львівської області, з 1969 — соліст Київського оркестру народних інструментів, з 1978 — соліст квартету бандуристів Київської філармонії, з 1982 — артист заслуженої Національної капели бандуристів України. Створив сімейний квартет.
Учасник фестивалів: «Кобзарський вернісаж» (Київ, 1988), «Козацької пісні» (Запоріжжя, 1990), «Шевченкіана у Таллінні» (1989), «Лесині джерела» (Новоград-Волинський, 1992—1995), «Українці всього світу, єднаймося» у Києві.
Автор пісень на слова М. Масла «Балада про кобзу», балади «Під Берестечком» на слова Миколи Вінграновського.
Син Й. Яницького - Тарас Яницький, бандурист, заслужений артист України.